# Trachelas rotundus
Trachelas rotundus är en spindelart som beskrevs av Norman I. Platnick och Mohammad U. Shadab 1974. Trachelas rotundus ingår i släktet Trachelas och familjen flinkspindlar. Inga underarter finns listade i Catalogue of Life.